# Баланешти (Олт)
Баланешти (рум. Bălănești) насеље је у Румунији у округу Олт у општини Марунцеј. Oпштина се налази на надморској висини од 99 m.

## Становништво
Према подацима из 2002. године у насељу је живело 1613 становника, од којих су сви румунске националности.